# Úněšov
Úněšov település Csehországban, a Észak-plzeňi járásban. Úněšov Křelovice, Všeruby, Ostrov u Bezdružic, Nečtiny, Krsy, Pernarec és Zahrádka településekkel határos. Lakosainak száma 633 fő (2024. január 1.).

## Népesség
A település lakosságának változását az alábbi diagram mutatja:
| Lakosok száma | 1372 | 1238 | 1267 | 620  | 579  | 547  | 559  | 568  | 605  | 633  |
|               | 1869 | 1900 | 1921 | 1961 | 1980 | 2011 | 2016 | 2019 | 2021 | 2024 |